# Xlocatón
Xlocatón är en ort i Mexiko.   Den ligger i kommunen Oxchuc och delstaten Chiapas, i den sydöstra delen av landet, 800 km öster om huvudstaden Mexico City. Xlocatón ligger 1 959 meter över havet och antalet invånare är 302.
Terrängen runt Xlocatón är kuperad. Runt Xlocatón är det ganska tätbefolkat, med 75 invånare per kvadratkilometer. Närmaste större samhälle är Oxchuc, 1,7 km söder om Xlocatón. I omgivningarna runt Xlocatón växer i huvudsak städsegrön lövskog.